# Oxybelis
Oxybelis es un género de serpientes de la familia Colubridae y subfamilia Colubrinae. 
Se encuentran desde el sudeste de Estados Unidos, América Central, y hasta los países de la mitad norte de Sudamérica. Aunque similar en apariencia a las especies asiáticas del género Ahaetulla , ambos géneros no son relacionados y es más bien un ejemplo de evolución convergente.

## Especies
Se reconocen las 4 siguientes especies según The Reptile Database:
- Oxybelis aeneus (Wagler, 1824) - Culebra-bejuquilla mexicana
- Oxybelis brevirostris (Cope, 1861)
- Oxybelis fulgidus (Daudin, 1803) - Culebra-bejuquilla verde
- Oxybelis wilsoni Villa & McCranie, 1995